# Adeloparius formosus
Adeloparius formosus är en skalbaggsart som beskrevs av Renaud Maurice Adrien Paulian 1942. Adeloparius formosus ingår i släktet Adeloparius och familjen Aphodiidae. Inga underarter finns listade i Catalogue of Life.